# Emma Grede
Emma Grede es una empresaria británica, emprendedora, cofundadora y directora ejecutiva de Good American, socia fundadora de Skims y cofundadora de Safely.

## Primeros años
Grede nació y se crio en East London, England. Es hija de Jenny-Lee Findlay, una madre inglesa que trabajó para Morgan Stanley; y padre jamaicano y trinitense. Tiene tres hermanas menores, Charlotte, Rachelle y Katie-Beth. Fue criada por su madre en el Plaistow barrio de Londres. Estudió administración de empresas en el London College of Fashion. Después de conseguir una pasantía en Gucci, abandonó la universidad.

## Carrera
Después de trabajar inicialmente como productor en la empresa de eventos y desfiles de moda Inca Productions, en 2008, Grede fundó y fue directora general de Independent Talent Brand (ITB) Worldwide, una Agencia de gestión de talentos y marketing de entretenimiento con sede en Londres En 2018, Rogers & Cowan adquirió ITB y Grede abandonó la empresa.
Alrededor de 2015, Grede propuso una idea para una empresa de mezclilla a Kris Jenner y le explicó que quería asociarse con su hija Khloé Kardashian. Grede y Kardashian lanzaron Good American en 2016, como ropa de mujer La empresa se centró en la inclusión de tallas y la positividad corporal, con Grede como directora ejecutiva. La empresa pasó de vender estrictamente jeans de mezclilla a incluir vestidos, ropa deportiva, tops, trajes de baño, ropa de dormir y zapatos en su línea. También crearon la talla 15 para adaptarse a más tipos de cuerpo.
Grede es socia fundadora de Skims, una marca de fajas fundada por su esposo Jens Grede y Kim Kardashian en 2019. Grede es la directora de productos de la compañía. Junto con Kris Jenner y Chrissy Teigen, Grede es la fundadora de Safely, una marca de productos de limpieza y cuidado personal a base de plantas que se lanzó en marzo de 2021.
Grede es un tiburón invitado en el primer episodio de la temporada 13 de la serie de telerrealidad Shark Tank en 2021. Está siendo promocionada como la primera mujer negra en el programa, pero es la primera mujer birracial en el programa: su madre es blanca; su padre es negro. Es presidenta de 15 Percent Pledge, una iniciativa para que los minoristas reserven el 15% de su espacio en las estanterías para negocios propiedad de negros.

## Vida personal
Grede está casada con Jens Grede, el sueco cofundador de Skims y la marca de mezclilla Frame.
Se mudaron a Los Ángeles en 2017. Tienen cuatro hijos: Grey, Lola y los mellizos Lake y Rafferty.

## Premios y Reconocimientos
En noviembre de 2022, Emma junto con su esposo Jens Grede y Kim Kardashian de Skims, ganaron el primer Premio a la Innovación presentado por Amazon Fashion en los Premios CFDA en Nueva York.